# 中央監視装置
中央監視装置（ちゅうおうかんしそうち、Central monitor device）は、散在する監視対象の情報を一元的に管理する装置である。
中央監視装置が把握する情報は、監視対象に取り付けられたセンサによって発信され、伝送路を通して集められる。集められた情報は人が認識しやすいように処理される。さらには、制御信号の発信、情報の蓄積、異常時の警報発信や外部への通報などの機能も果たす。センサや伝送路等を含めた監視や制御に関わる設備全体を、中央監視システム（Central monitor system）、または、中央管制システム（Central control system）などと呼んだりする。
高層ビルの管理に利用される中央監視装置やシステムは、ビルコンピュータ（ビルコン）、あるいは、ビルオートメーションシステム（BAS または BA）とも呼ばれ、室内環境や省エネルギーの管理に欠かせないものとなっている。

## 中央監視装置の機能

### 高層ビル
- 室内温度、湿度、二酸化炭素等の監視
- 空調設備の監視、運転制御
- 熱源設備の監視、運転制御
- 電気設備の監視、運転制御
- エネルギー使用量・要求の監視・制御
- 給配水設備の監視
- 消防用設備の監視、動作制御
- 防犯監視

### プラント
- 温度監視、制御
- 圧力監視、制御
- 流量監視、制御
- 容量監視、制御
- 熱量監視、制御

### 鉄道
- 運行状況監視
- 運転指令
- 駅集中管理システム

### 上下水道
- ポンプ運転状況の監視、制御
- 水量の監視、制御